# Pădurea Uricani (sit SCI)
Pădurea Uricani este o arie protejată (arie specială de conservare — SAC, sit de importanță comunitară — SCI) din România, desemnată în scopul protejării biodiversității și menținerii într-o stare de conservare favorabilă a florei spontane și faunei sălbatice, precum și a habitatelor naturale de interes comunitar aflate în arealul zonei protejate. Aceasta se întinde pe o suprafață de 114 ha, integral pe uscat.

## Localizare
Situl se întinde pe teritoriul administrativ al comunei Miroslava din județul Iași. Centrul sitului Pădurea Uricani este situat la coordonatele 47°08′38″N 27°29′15″E / 47.143997°N 27.487492°E.

## Înființare
Pădurea Uricani (ROSCI0181) a fost declarată sit de importanță comunitară în decembrie 2007 pentru a proteja un coleopter (din familia Lucanidae) aflat în arealul zonei. Situl a fost protejat și ca arie specială de conservare în mai 2022. Acesta include rezervația naturală Pădurea Uricani.

## Biodiversitate
Situată în ecoregiunea continentală a Podișului Moldovei), aria protejată conține un habitat natural: '.
La baza desemnării sitului se află rădașca (Lucanus cervus), un gândac ocrotit la nivel european prin Directiva CE 92/43/CE (anexa I-a) din 21 mai 1992 (privind conservarea habitatelor naturale și a speciilor de faună și floră sălbatică).
Pe lângă specia aflată la baza desemnării sitului, pe teritoriul acestuia a mai fost identificate 6 specii din flora spontană a României.